# Marilyn Strobbe
Marilyn Strobbe (Arzignano, 11 febbraio 1989) è una pallavolista italiana.
Gioca nel ruolo di centrale nel Due Principati Volley.

## Carriera
La carriera di Marilyn Strobbe inizia nel 2004 quando viene ingaggiata dal Vicenza Volley, con cui partecipa al campionato di Serie D: a partire dalla stagione successiva ottiene anche qualche convocazione nella squadra che disputa la Serie A1, per poi rimanere stabilmente dall'annata 2008-09; al club di Vicenza resta in totale legata per sei stagione, anche quando nella stagione 2009-10, dopo aver cambiato denominazione in Joy Volley Vicenza, disputa, a seguito della retrocessione, la Serie A2. Fa parte delle nazionali italiane giovanili con cui vince la medaglia di bronzo al campionato europeo under 18 2005 e quella d'oro al campionato europeo under 19 2006.
Nella stagione 2010-11 passa alla Polisportiva Antares di Sala Consilina, in Serie B1, dove resta per tre stagioni, partecipando alla Serie A2 dalla stagione 2011-12 a seguito del ripescaggio della società. Per il campionato 2013-14 veste la maglia della Pallavolo Scandicci, sempre in serie cadetta, categoria dove milita anche nella stagione 2015-15 con l'Obiettivo Risarcimento Volley di Villaverla e in quella 2015-16 con il Volley 2002 Forlì, club con cui si aggiudica la Coppa Italia di Serie A2 e ottiene la promozione in Serie A1.
Tuttavia rimane in Serie A2 anche per la stagione 2016-17, a seguito dell'ingaggio da parte del VolAlto Caserta, e per quella successiva con il Due Principati Volley di Baronissi.

## Palmarès

### Club
- Coppa Italia di Serie A2: 1

2015-16

### Nazionale (competizioni minori)
- Campionato europeo pre-juniores 2005
- Campionato europeo juniores 2006